# Nanaguna xyloglypta
Nanaguna xyloglypta är en fjärilsart som beskrevs av Lucas 1890. Nanaguna xyloglypta ingår i släktet Nanaguna och familjen trågspinnare. Inga underarter finns listade i Catalogue of Life.